# گلویاقوتی هیمالیا
گلویاقوتی هیمالیا (نام علمی: Calliope pectoralis) نام یک گونه از سرده خوش‌آواز است.